# Самаркандская область

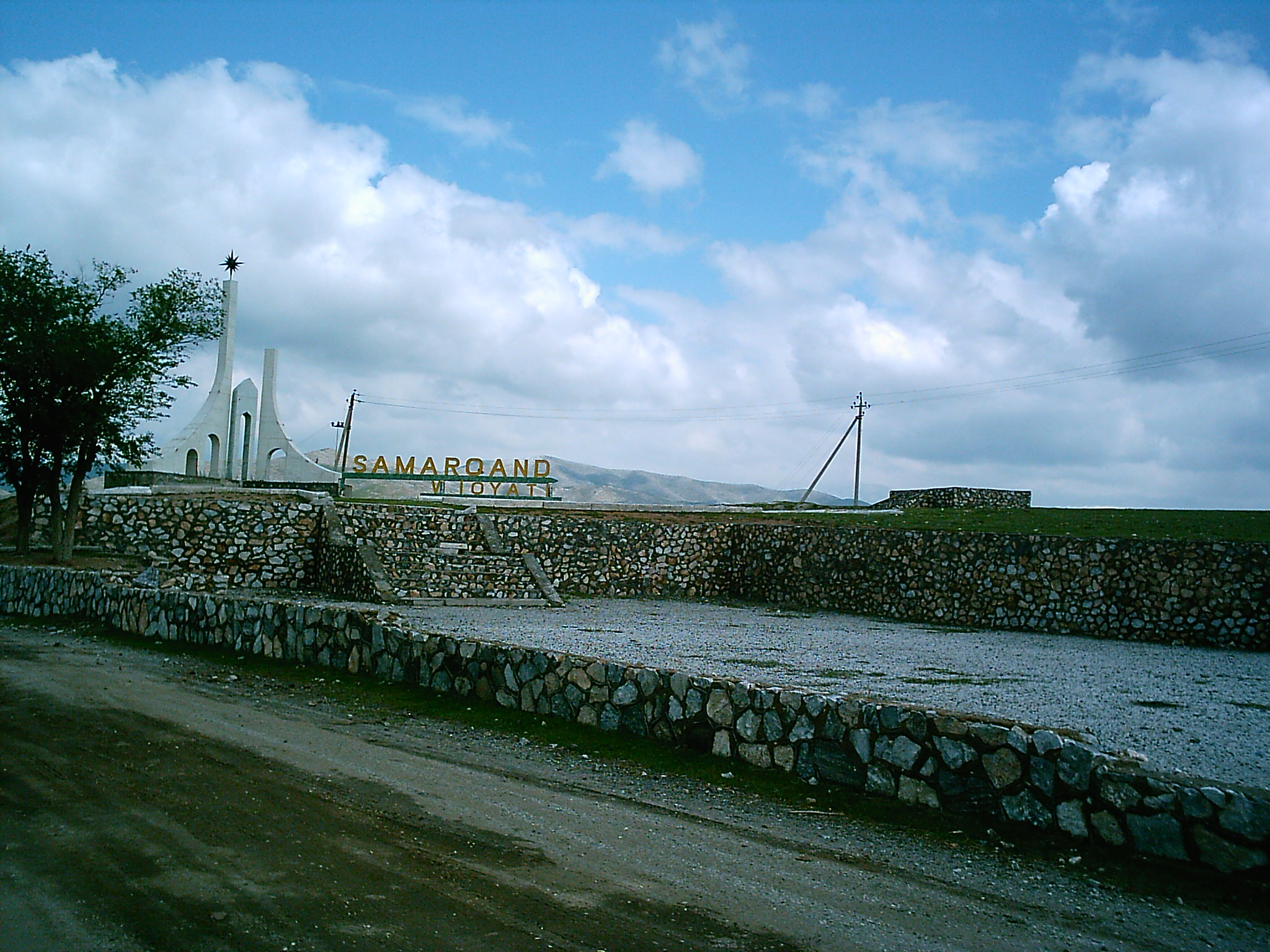
Въезд в Самаркандскую область со стороны Кашкадарьинской области.

Самарка́ндская о́бласть (вилоя́т; узб. Samarqand viloyati / Самарқанд вилояти) — административная единица Республики Узбекистан. Административный центр — город Самарканд. Важный экономический и культурный регион страны.

## История

### В древности
К верхнему палеолиту относят фрагментарные черепа из Самаркандской стоянки, в культурных слоях которой обнаружены очажные пятна, вокруг них концентрировалась основная жизнедеятельность людей эпохи позднего палеолита.

### В составе Российской империи
По статистическим данным в 1887—1888 годах в Самаркандском уезде из 254 195 человек населения узбеки составляли 186 532 человека (то есть 73 % населения), остальные жители были представлены таджиками, русскими, арабами, иранцами и другими.
В эпоху Российской империи были известны узбекские сказители из Самаркандской области Фазыл Юлдаш оглы (1872—1955), Мухаммад Джанмурад оглы Пулкан (1874—1941), Ислам Назар оглы (1874—1953), Абдулла шаир Нурали оглы (1870—1975), Курбан Исмаил оглы (1869—1940). Из сказительниц была наиболее известна прабабушка Эргаша Джуманбульбуль-оглы — Тилла-кампир.

### В составеСССР
Самаркандская область в составе Узбекской ССР была образована Указом Президиума Верховного Совета СССР от 15 января 1938 года.
Область включала: Ак-Дарьинский, Булунгурский, Галля-Аральский, Джамбайский, Джизакский, Зааминский, Кара-Дарьинский, Катта-Курганский, Митанский, Нарпайский, Нуратинский, Пай-Арыкский, Паст-Даргомский, Пахтакорский, Самаркандский, Ургутский, Фаришский и Хатырчинский районы, города Самарканд, Джизак и Каттакурган.
В 1939 году был образован Комсомольский район, в 1943 — Иштыханский, Кара-Кишлакский и Кушрабадский, в 1950 — Чархинский, в 1953 — Наримановский.
В 1957 году были упразднены Кара-Кишлакский, Кушрабадский и Чархинский районы, в 1959 — Карадрьинский, Комсомольский, Митанский и Наримановский, в 1962 — Ак-Дарьинский, Галля-Аральский, Джамбайский, Зааминский, Пахтакорский, Ургутский, Фаришский и Хатырчинский.
16 февраля 1963 года часть территории Самаркандской области (в районах нового сельскохозяйственного освоения — Джизакский район и город Джизак) была передана во вновь образованную Сырдарьинскую область.
В 1964 году были образованы Галляаральский, Ургутский и Хатырчинский районы, в 1968 — Акдарьинский, в 1970 — Джамбайский, в 1971 — Бахмальский, в 1973 — Пахтачийский.
29 декабря 1973 года часть территории Самаркандской области (Бахмальский и Галляаральский районы) была передана во вновь образованную Джизакскую область.
В 1975 году был образован Советабадский район, в 1978 — Кошрабадский, в 1980 — Большевистский (упразднён в 1988). Статус городов областного подчинения получили Акташ (1975) и Ургут (1981).
20 апреля 1982 года часть территории Самаркандской области (Нуратинский и Хатырчинский районы) была передана во вновь образованную Навоийскую область.
В сентябре 1988 года Навоийская область вошла в состав Самаркандской области. В мае 1989 года 7 районов бывшей Навоийской области и город Навои были переданы Бухарской области.

### После распада СССР
В 1992 году Навоийская область была восстановлена, а её бывшие районы снова переданы в её управление.
В 2001 году Гузалкентский район области был поглощён Пастдаргомским районом, а Челекский — Пайарыкским.

## География
Самаркандская область расположена в центральной части Узбекистана, в бассейне реки Зарафшан.
На крайнем севере граничит с Нуратинским районом Навоийской области, на северо-западе — с Хатырчинским и Карманинским районами Навоийской области, на западе — с Кызылтепинским районом Навоийской области, на юге — с Мубарекским, Касанским, Чиракчинским и Китабским районами Кашкадарьинской области, на востоке — с Пенджикентским районом Согдийской области Республики Таджикистан, на северо-востоке — с Бахмальским, Галляаральским и Фаришским районами Джизакской области.
Центральную часть области занимают оазисы и холмы, которые простираются с востока на запад между Зарафшанским и Туркестанским хребтами. Большинство орошаемых земель области расположено именно в этой части.

## Часовой пояс
Территория Самаркандской области, как и территория всего Узбекистана, находится в часовом поясе, обозначаемом по международному стандарту как UTC+5. В Узбекистане не используется летнее время.

## Природа

### Климат
Климат территории Самаркандской области можно разделить на 2 зоны. Северная часть и крайний запад относятся к континентальному климату, а остальную часть (центр, юг и восток) охватывает субтропический внутриконтинентальный климат.
Оба представленных климата представляют собой жаркое и сухое лето при отчасти холодной зиме. Среднегодовая температура составляет +16,5 °C, средняя температура января равна 0,2 °C, средняя температура июля — +27,0 °C. Абсолютный минимум температуры составил -22 °C, абсолютный температурный максимум — +44 °C.
В среднем на территории района выпадает 310-330 мм осадков за год (основная часть приходится на весну и осень). Вегетационный период длится 218-220 дней.

### Почвы
Почвенный покров адыров образован в основном лугово-серозёмными почвами, песками и солончаками.

## Население
По состоянию на 1 сентября 2022 года, население Самаркандской области составляло 4 031 300 человек (или 11,4 % от всего населения Республики Узбекистан). С этим показателем она находится на 1-м месте среди регионов Узбекистана.
Из них 1 520 000 человек проживают в городах, а 2 980 000 человек в — сельской местности. Численность мужчин в малой степени превосходит численность женского населения области.

### Национальный состав
Национальный состав населения Самаркандской области Узбекистана на 2021 год:
- узбеки — 3 493 990 или 88,51 %
- таджики — 280 447 или 7,10 %
- Русские — 47 109 или 1,19 %
- Украинцы — 8114 или 0,21 %
- Армяне — 7435 или 0,19 %
- Татары (без разделения на поволжских, сибирских и крымских) — 6415 или 0,16 %
- Корейцы — 5884 или 0,15 %
- Казахи — 5021 или 0,13 %
- Азербайджанцы — 4939 или 0,13 %
- Цыгане (в осн. люли) — 4773 или 0,12 %
- Белорусы — 3360 или 0,09 %
- Туркмены — 1606 или 0,04 %
- Евреи (в осн. среднеазиатские) — 1440 или 0,04 %
- Каракалпаки — 1041 или 0,03 %
- Киргизы — 358 или 0,01 %
- Молдаване — 337 или 0,01 %
- Литовцы — 280 или 0,01 %
- Грузины — 264 или 0,01 %
- Немцы — 165 или 0,00 %
- Эстонцы — 130 или 0,00 %
- Латыши — 32 или 0,00 %
- Другие — 74 582 или  1,89 %

Численность населения Самаркандской области годам
| Численность населения | Численность населения | Численность населения | Численность населения | Численность населения | Численность населения | Численность населения | Численность населения |
| 1991                  | 1992                  | 1993                  | 1994                  | 1995                  | 1996                  | 1997                  | 1998                  |
| --------------------- | --------------------- | --------------------- | --------------------- | --------------------- | --------------------- | --------------------- | --------------------- |
| 2 228 500             | ↗2 284 800            | ↗2 341 300            | ↗2 395 900            | ↗2 451 500            | ↗2 507 400            | ↗2 560 800            | ↗2 607 000            |
| 1999                  | 2000                  | 2001                  | 2002                  | 2003                  | 2004                  | 2005                  | 2006                  |
| ↗2 648 800            | ↗2 690 200            | ↗2 729 900            | ↗2 769 500            | ↗2 807 600            | ↗2 846 600            | ↗2 887 400            | ↗2 931 500            |
| 2007                  | 2008                  | 2009                  | 2010                  | 2011                  | 2012                  | 2013                  | 2014                  |
| ↗2 979 400            | ↗3 032 500            | ↗3 061 600            | ↗3 119 000            | ↗3 270 000            | ↗3 326 200            | ↗3 380 900            | ↗3 445 600            |
| 2015                  | 2016                  | 2017                  | 2018                  | 2019                  | 2020                  | 2021                  | 2022                  |
| ↗3 514 800            | ↗3 584 600            | ↗3 641 500            | ↗3 719 006            | ↗3 798 900            | ↗3 877 400            | ↗3 947 700            | ↗4 031 300            |

## Административно-территориальное деление
В состав области входят:
14 районов (туманов):

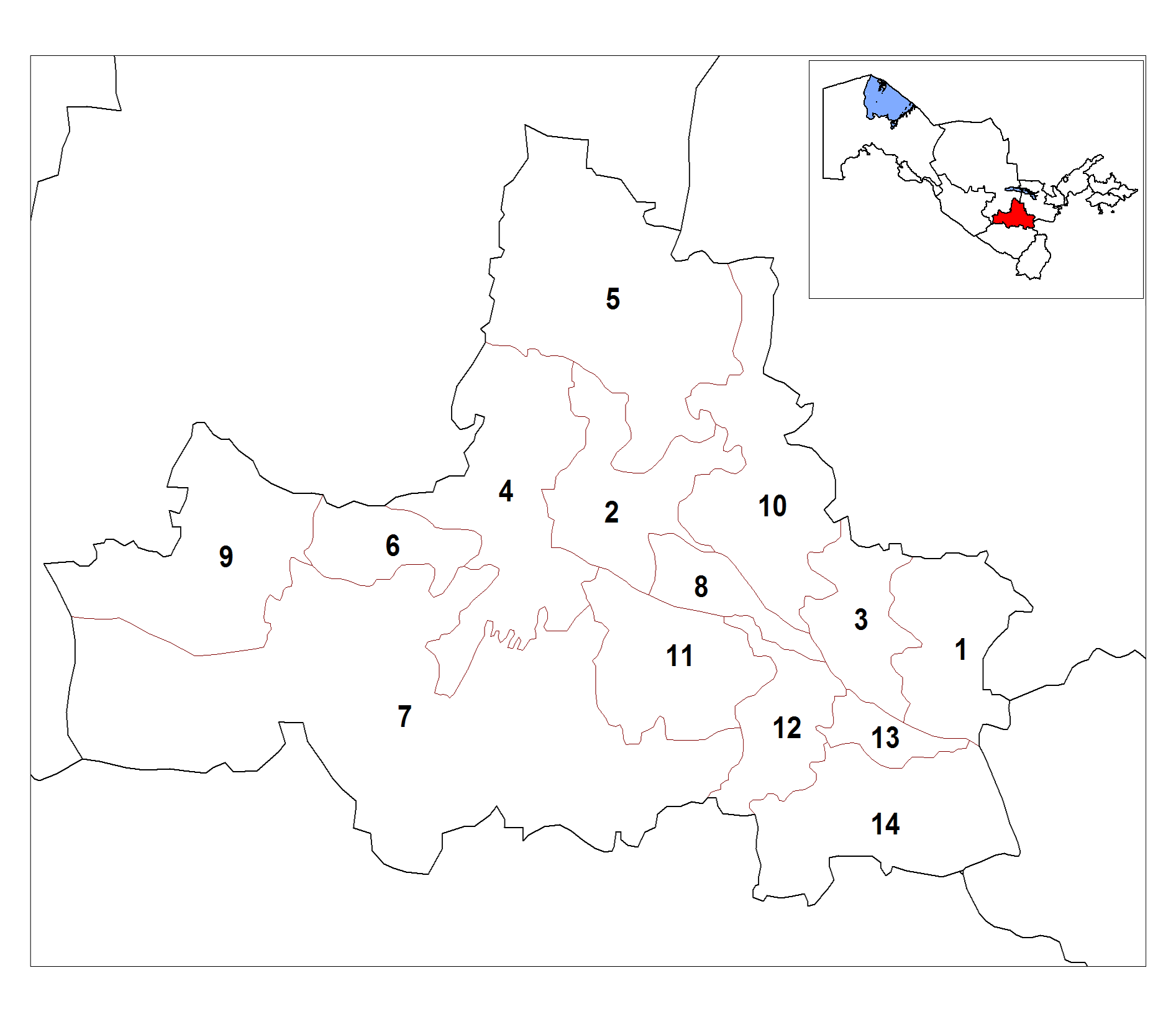
Административно-территориальное деление Самаркандской области.

1. Акдарьинский район (центр — г. Лаиш);
2. Булунгурский район (центр — г. Булунгур);
3. Джамбайский район (центр — г. Джамбай);
4. Иштыханский район (центр — г. Иштыхан);
5. Каттакурганский район (центр — п. Пайшанба);
6. Кошрабатский район (центр — п. Кошрабад);
7. Нарпайский район (центр — г. Акташ);
8. Нурабадский район (центр — г. Нурабад);
9. Пайарыкский район (центр — п. Пайарык);
10. Пастдаргомский район (центр — г. Джума);
11. Пахтачийский район (центр — п. Зиадин);
12. Самаркандский район (центр — п. Гюлабад);
13. Тайлакский район (центр — п. Тайлак);
14. Ургутский район (центр — г. Ургут).

2 города областного подчинения:
1. Самарканд,
2. Каттакурган.

Крупные города — Самарканд, Акташ, Булунгур, Джамбай, Джума, Каттакурган, Лаиш, Нурабад, Ургут.

## Транспорт
Самаркандская область имеет весьма обширную транспортную сеть, включающую автомобильные и железные дороги, а также международный аэропорт.
Протяжённость автомобильных дорог — 4100 км, а железных дорог — 400 км.
Аэропорт «Самарканд» имеет статус международного и расположен на северной окраине города Самарканд.
Он является 2-м по величине и загруженности (после ташкентского аэропорта «Южный») аэропортом Узбекистана.
Из международного аэропорта «Самарканд» осуществляются регулярные рейсы в Ташкент, Бухару, Ургенч, Фергану; из зарубежных рейсов — в города России (в частности, в Москву и Санкт-Петербург).

## Достопримечательности

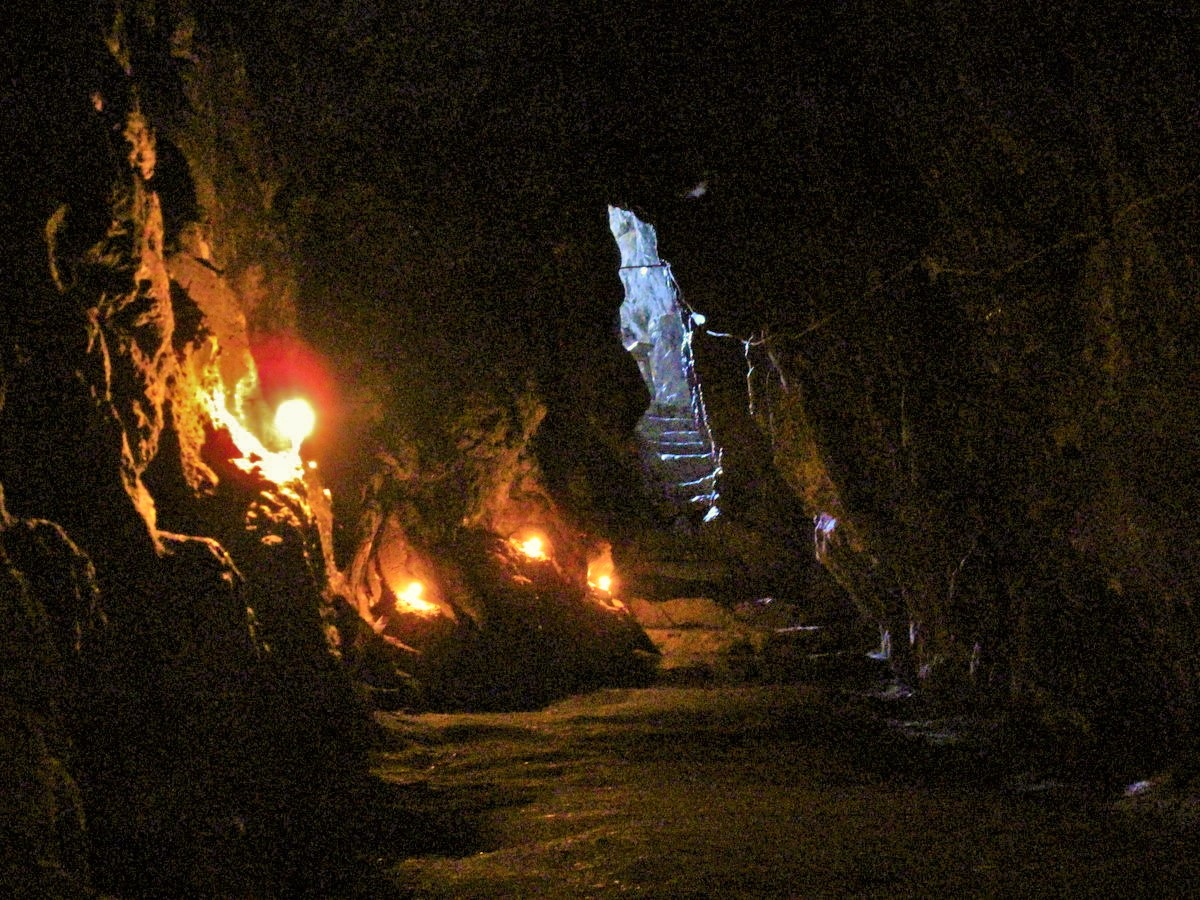
Пещера Хазрати Довуд.

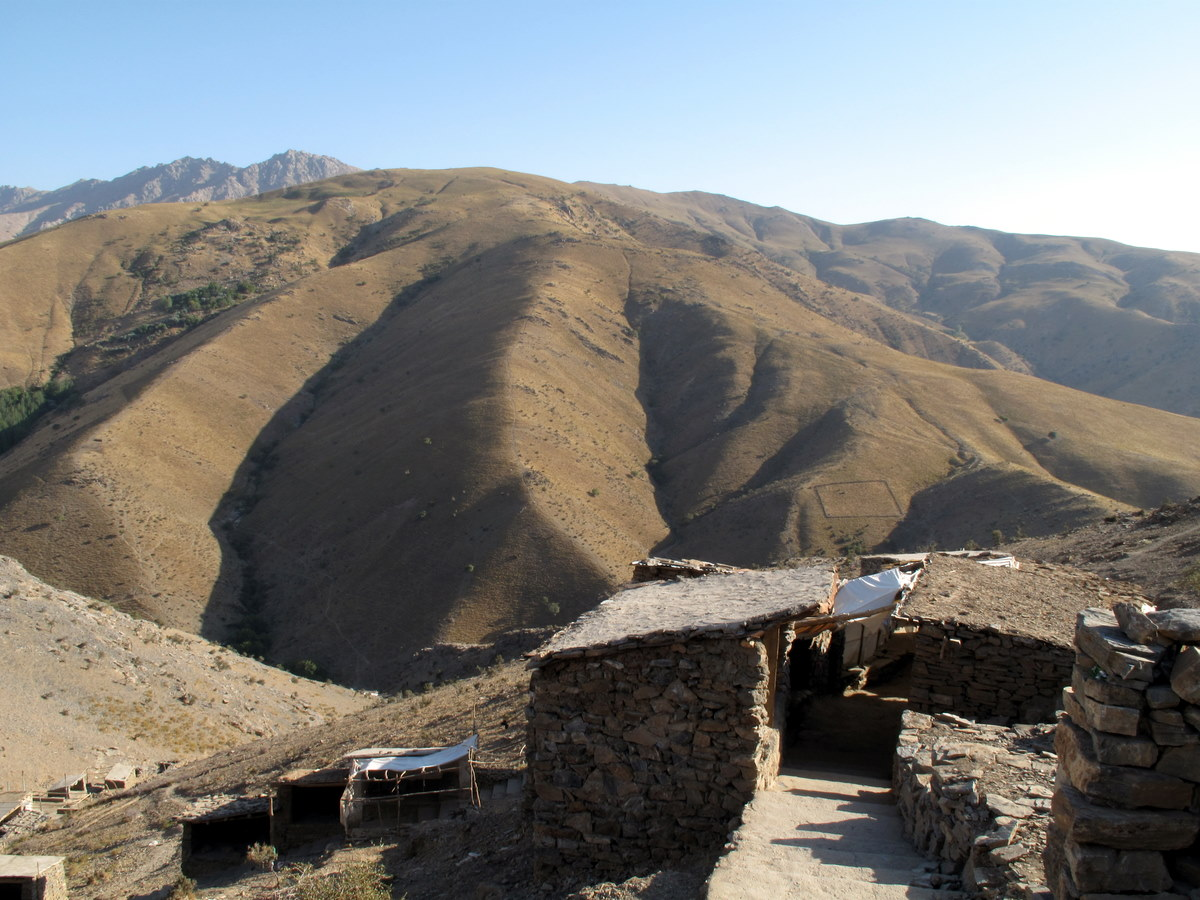
Вид с лестницы, ведущей к вершине горы Хазрати Довуд.

Хазрати Довуд — пещера, святое место, привлекающее ежегодно большое количество посетителей и паломников. Она находится неподалёку от кишлаков Аксай и Мехнаткаш, расположенных в Самаркандской области Узбекистана в 30 км к юго-востоку от города Нурабад и в 70 км к юго-западу от Самарканда.
Пещера находится на высоте около 1250 метров у подножия западного отрога Туркестанского и Зарафшанского хребтов, скалистым клином вдающегося в Каршинскую степь.
Пещера и её окрестности окутаны множеством легенд, которые из поколения в поколение пересказываются местными жителями паломникам и путешественникам, приезжающим посмотреть пещеру или в надежде исцелиться от болезней и загадать желание над следами пророка.
Паломники с семьями после посещения пещеры спускаются к подножию горы, устраивают пикники и отдыхают.
По одной из легенд, ходящей среди арабов, иудейский царь и пророк Давид (среди мусульман — Давуд, Довуд или Дауд) был отправлен Аллахом на Восток проповедовать единобожие.
Хазрат Дауд своими проповедями разгневал живших здесь зороастрийцев, которые стали преследовать его. Скрываясь от врагов, он достиг этих мест.
Окружённый со всех сторон, Дауд решил помолиться и встал на колени. Молитва была услышана Аллахом, и Давид был наделён сверхъестественной силой.
Он смог раздвинуть руками камни скалы и укрылся в образовавшейся пещере горы. Именно эта пещера, ставшая объектом паломничества, привлекает верующих последние несколько веков.
По другой легенде, Давид искал место, чтобы отдохнуть перед битвой с Голиафом. Джинны перенесли Давида в горную местность неподалёку от Самарканда.
Но ифриты нашли его и принесли на своих спинах великана Голиафа для битвы. Тогда Давид помолился Богу с просьбой спрятать его, потому что он ещё не был готов к битве.
Затем Давид бежал от ифритов, пока на его пути не встали большие скалы. Поверив, что Аллах защитит его, Давид начал рыть в каменной глыбе, чудным образом ставшей словно воск.
Он прошёл вглубь скалы, оставив Голиафа, ударявшего своей дубиной и ногами по скале. По поверьям, следы гигантских колен и отпечатки огромных пальцев на стенах у входа в пещеру принадлежат именно Голиафу, преследовавшему Давида.
Для того, чтобы подняться к пещере, нужно пройти проложенные вверх по склону горы 1303 ступени. Посетив небольшую мечеть на вершине и помолившись там, нужно пройти по противоположному склону и спуститься на 200 ступенек вниз, где и находится вход в пещеру.
Пожилые люди и немощные, которые не могут самостоятельно подниматься по горе, делают это на ослах или лошадях.
Пещера (шириной от 0,5 до 4 метров, высотой около 15 метров и длиной около 60 метров) — тоннель, освещённый несколькими лампами, в конце которого видны отпечатки ладоней и ступней Давида. Паломники загадывают желания, прикоснувшись к этим отпечаткам, и верят в их чудодейственные способности.
На протяжении всего подъёма вдоль лестницы тянутся торговые ларьки, где паломники покупают воду, лекарственные горные травы, шкуры и зубы диких животных и разные сувениры.